# Microgadus proximus
Poulamon du Pacifique
Espèce
Synonymes
- Gadus proximus Girard, 1854

Synonymes
- Morrhua californica Ayres, 1854

Synonymes
- Gadus californicus Ayres, 1854

Synonymes
- Morrhua proxima Girard, 1854

Microgadus proximus, le poulamon du Pacifique, est une espèce de gadiformes de la famille des Galidés.

## Habitat et distribution
L'espèce se retrouve dans le nord-est de l'océan Pacifique, le long du nord de la côte ouest des États-Unis et du Canada, des côtes de la Californie centrale jusqu'à la mer de Béring. 
Il vit dans les eaux côtières à une profondeur d'entre 25 et 120 mètres, mais pouvant aller jusqu'à 275 mètres. Dans les baies peu profondes, il peut former des bancs de poisson. Il est aussi océanodrome, ,. Il vit proche du plancher océanique, dans les fonds sablonneux ou limoneux.

## Morphologie et physiologie
D'une longueur maximale de 30,5 cm, Microgadus proximus a une grosse tête et des dents fines,. Il a trois nageoires dorsales très rapprochées, dont la seconde est la plus longue, deux nageoires anales, une nageoire pectorale, et une nageoire ventrale. L'extrémité de celles-ci est de couleur foncée. Au menton, il a une fine moustache. Son corps allongé est vert olive sur le dos et pâle sur le ventre. 
L'espèce est facilement identifiable pour sa mâchoire inférieure plus courte que la mâchoire supérieure, la longueur de sa moustache qui ne dépasse pas la longueur de la moitié du diamètre de la pupille son œil et l'emplacement particulier de son ouverture anale,. Le poulamon du Pacifique est parfois confondu avec la morue du Pacifique, dont la moustache est de la même longueur que celle du diamètre de la pupille son œil.

## Alimentation
Il se nourrit principalement d'alevins d'autres poissons, et d'invertébrés comme des crevettes, des amphipodes, des isopodes, des gastéropodes ou des bivalves,.

## Relations avec l'Homme
Il faisait partie des poissons capturés par les Amérindiens de la côte ouest du Canada et de l'Alaska. Il a peu de valeur économique pour la pêche industrielle, mais est parfois capturé par les pêcheurs, qui en transforment la plupart en fourrage pour les animaux. Dans les années 1960 et 1970, les prises du poulamon du Pacifique ne dépassaient pas deux tonnes. Sa viande maigre et blanche est cependant considérée comme savoureuse.  